# أندي باترسون
أندي باترسون (بالإنجليزية: Andy Patterson)‏ هو دراج أمريكي، ولد في 19 يناير 1964 في نوروالك في الولايات المتحدة.